# (9510) Gornemant
(9510) Gornemant, désignation internationale (9510) Gurnemanz, est un astéroïde de la ceinture principale.

## Description
(9510) Gornemant est un astéroïde de la ceinture principale. Il fut découvert par Cornelis Johannes van Houten, Ingrid van Houten-Groeneveld et Tom Gehrels le 16 octobre 1977 à l'observatoire Palomar. Il présente une orbite caractérisée par un demi-grand axe de 3,082 UA, une excentricité de 0,017 et une inclinaison de 10,115° par rapport à l'écliptique.
Il fut nommé en hommage au chevalier du Saint-Graal Gurnemanz dans l'opéra Parsifal de Richard Wagner. Gornemant est également le mentor du chevalier Perceval dans la légende arthurienne où son nom est mentionné dans les premiers écrits.

## Compléments